# Marius Maure

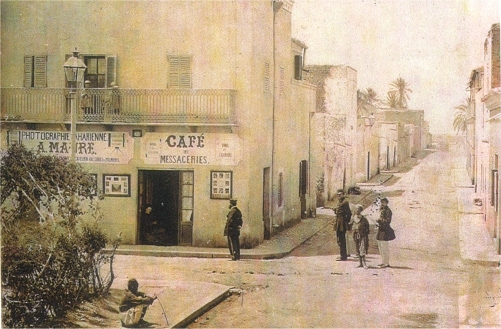
Studio Augusta a Maria Maura Photographie Saharienne, Biskra, asi 1870

Marius Maure (1. května 1871 Biskra, Alžírsko – 1941 Rouïba) byl francouzský fotograf působící na přelomu 19. a 20. století. Byl orientálním fotografem, který žil ve městě Biskra v Alžírsku v období 1871–1940. V roce 1860 zde jeho otec Auguste Maure založil fotografické studio Photographie Saharienne – první fotografický ateliér v jižním Alžírsku.

## Biskra
Marius Maure zajistil nástupnictví svého otce Augusta ve vedení studia Photographie Saharienne v Biskře na začátku roku 1895. Město Biskra bylo královnou oáz, branou saharské pouště, turistickou destinací, lázněmi a zimní destinací s mezinárodní pověstí, kam přicházelo mnoho umělců (spisovatelů, malířů a fotografů) 19. století, aby okusili zvláštní klima, jas a krajinu Sahary. Byli mezi nimi například Oscar Wilde, Anatole France nebo Bela Bartok. Díla André Gideho nebo Roberta Smythe Hichense přispěla k renomé tohoto místa.
Mezi prvními fotografy v Biskře byli Delmotte & Alary, kteří tu pořídili již v roce 1845 daguerrotypii s názvem Minaret v ruinách V období mezi lety 1855 a 1860 přišli do Biskry cestovatelští fotografové Félix-Jacques Moulin, Paul Jeuffrain nebo Gustave de Beaucorps, aby pořídili jedny z prvních snímků v Alžírsku.
Auguste Maure patřil k průkopníkům fotografie, kterým učarovala atmosféra této nadčasové oázy v alžírském stylu, kde se zdálo, že zůstala zmrazena od starověku. Jeho fotografie ukazují fascinovaný a uctivý pohled na toto místo a jeho obyvatele. Augustus přišel do Biskry ve svých patnácti letech a rozhodl se zde usadit.
Na konci devatenáctého století se Biskra stala druhým Pont-Avenem, tentokrát v poušti a nesoucí název École de Biskra. Kromě Augusta Maureho sem přijížděli za inspirací mnozí umělci, například Eugène Fromentin, Paul Jean Baptiste Lazerges, Eugène Girardet, Gustave Guillaumet, Maurice Bompard nebo Étienne Dinet dále fotografové Émile Frechon, Alexandre Bougault, Rudolf Lehnert nebo Marius Maure.
Fotografické přístroje používané v letech 1870–1880 byly těžké, křehké a citlivé. Intenzivní pouštní světlo, horko a jemný všudepřítomný písek příliš těmto technickým vynálezův nevyhovoval. Maure se však rozhodl opustit prostory studia a pořídit velkou řadu snímků ilustrující krajinu Biskry a okolí (El Kantara, Tilatou, Sidi Okba, Chetma, Tolga, Touggourt a mnoho dalších). Úzké vazby s místním obyvatelstvem mu usnadnily fotograficky zobrazovat starověký životní styl, dnes již zaniklý.

## Dílo
Otec a syn Maurovi byl aktivní od poloviny 19. století do poloviny století 20., během kterého pořídili mnoho fotografií krajiny a měst jižního Alžírska. Portrétovali také členy kmene Ouled Naïl, berberské tanečníky oblečené v tradičních kostýmech a ozdobených šperky. Tyto exotické snímky velmi oceňovali turisté přijíždějící do Alžírska.
V roce 1889 za svou práci získali medaili na Světové pařížské výstavě.
Marius Maure v roce 1895 převzal rodinný podnik včetně výroby pohlednic. Mnoho fotografií z ateliéru z období 1899 – 1910 bylo zveřejněno na pohlednicích a signováno Maure Phot.. Marius využil příležitost oživit i takové fotografie, které pořídil jeho otec před dvaceti lety. Stal se korespondentem Francie, které dodával různé typy pohledů jižního Alžírska, které byly zveřejněny v mnoha knihách. Pomáhal například se speciální sérií knih pro základní vzdělávání vydané ve Francii. Tato série alb byla oceněna bronzovou medaili na světové výstavě v Paříži roku 1900.
Marius také získal zlatou medaili na koloniální výstavě v Konstantině v roce 1896 a Marseille v roce 1906. Podílel se na koloniální výstavě roku 1931 ve Vichy. Marius volil spíše moderní styl, na řadě sépiových pohlednic zveřejněných v letech 1910–1930 spolupracoval také s pařížským vydavatelem a tiskárnou Neurdein (ND Phot.) a Lévy & synové (LL) a následně pak s firmou Compagnie des Arts Photomécaniques (C.A.P.) plynoucí ze spojení těchto dvou společností po roce 1918. V roce 1950 nakladatelství Cigogne otisklo soubor pohlednic a fotografií z maurského ateliéru.
Vydávání pohlednic rozhodujícím způsobem přispělo k dobrému jménu jejich studia. Marius Maure se významně a aktivně podílel na „zlatém věku pohlednic“ v Alžírsku spolu s mnoha významnými fotografy z tohoto období jako byli: Neurdein, Geiser, Leroux, Madon, nebo Bougault Vollenweider.

## Galerie

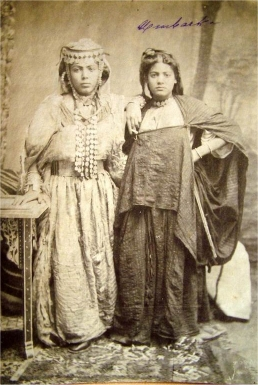
Ouleds Nails – Meryem et Embarka, asi 1895
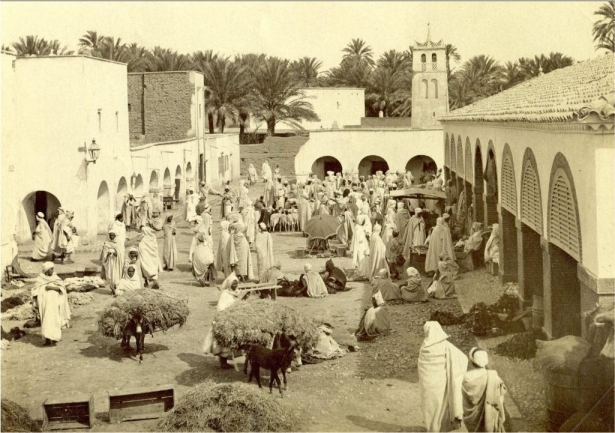
Marché de Biskra, asi 1895
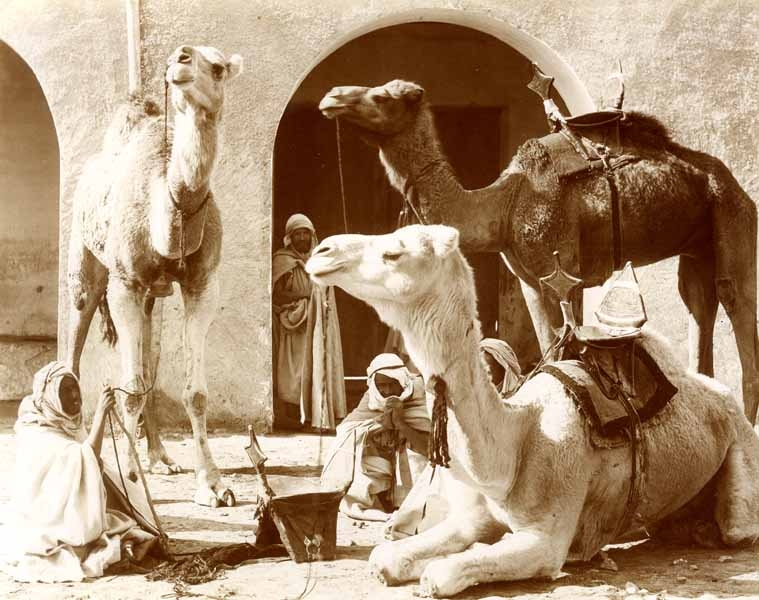
Méharis, Biskra, asi 1895
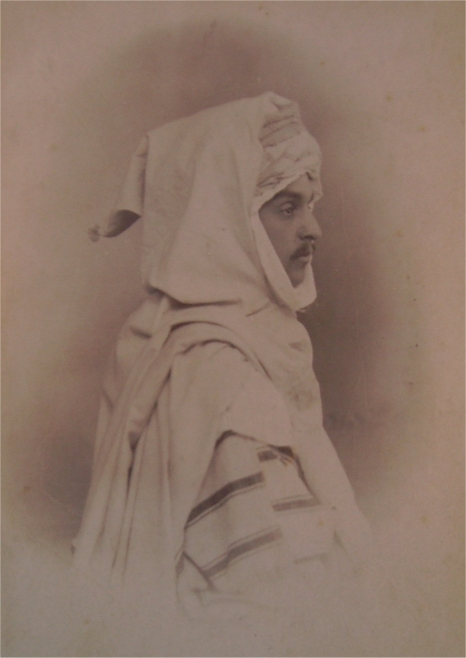
Neznámý muž, carte de visite, asi 1900
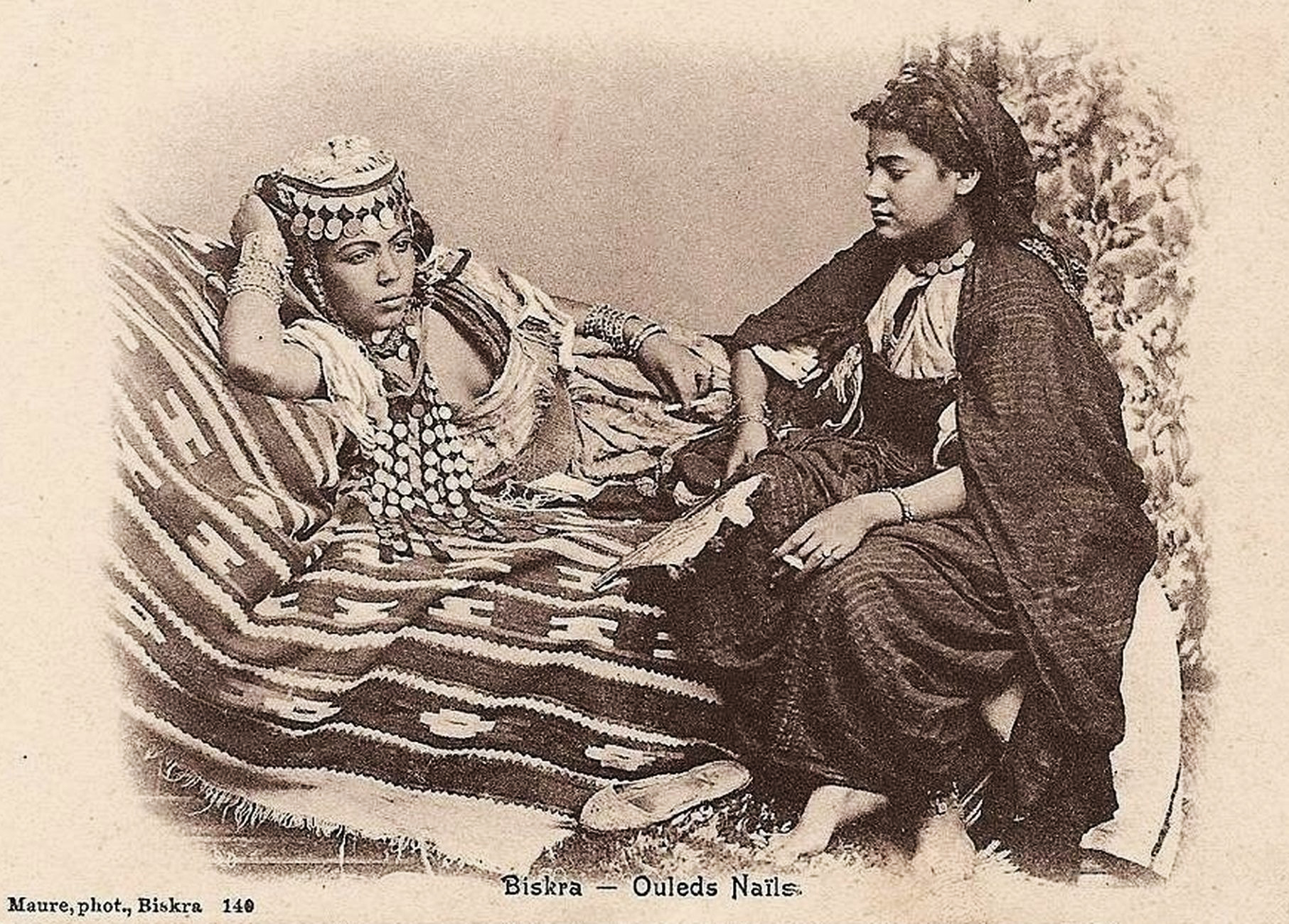
Ouled Nails, Biskra, asi 1900, soukromá sbírka
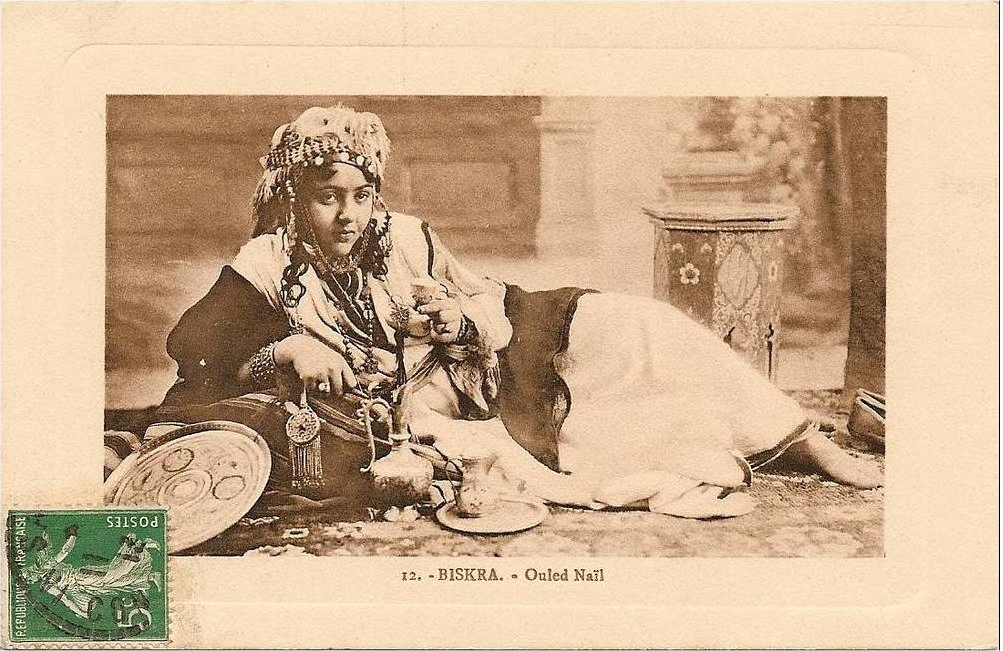
Ouled Nail, Biskra, asi 1900, soukromá sbírka
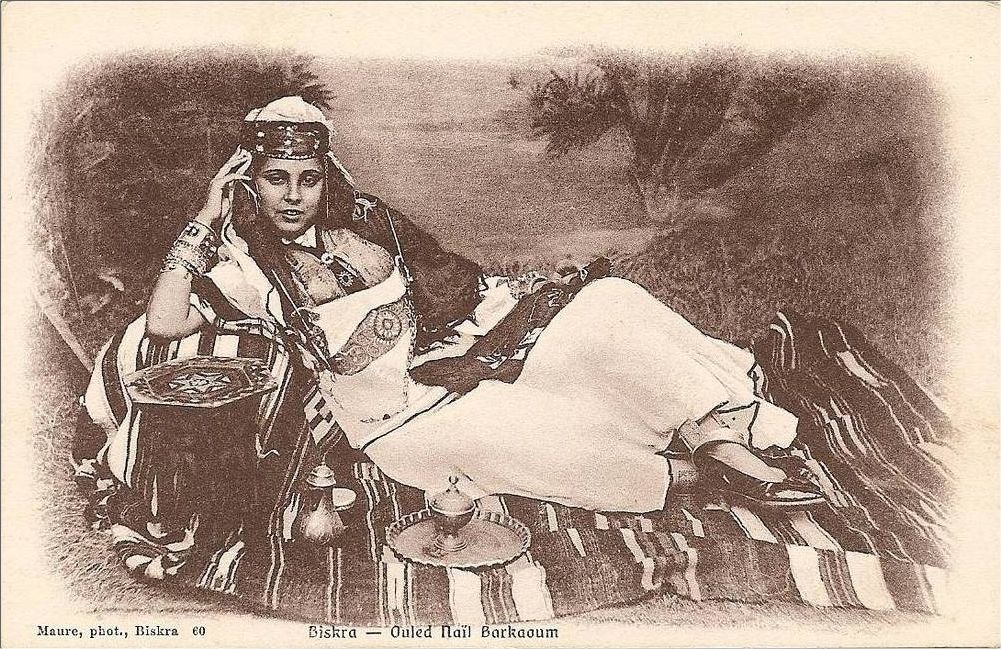
Ouled Nail Barkaoum, Biskra, asi 1900, soukromá sbírka
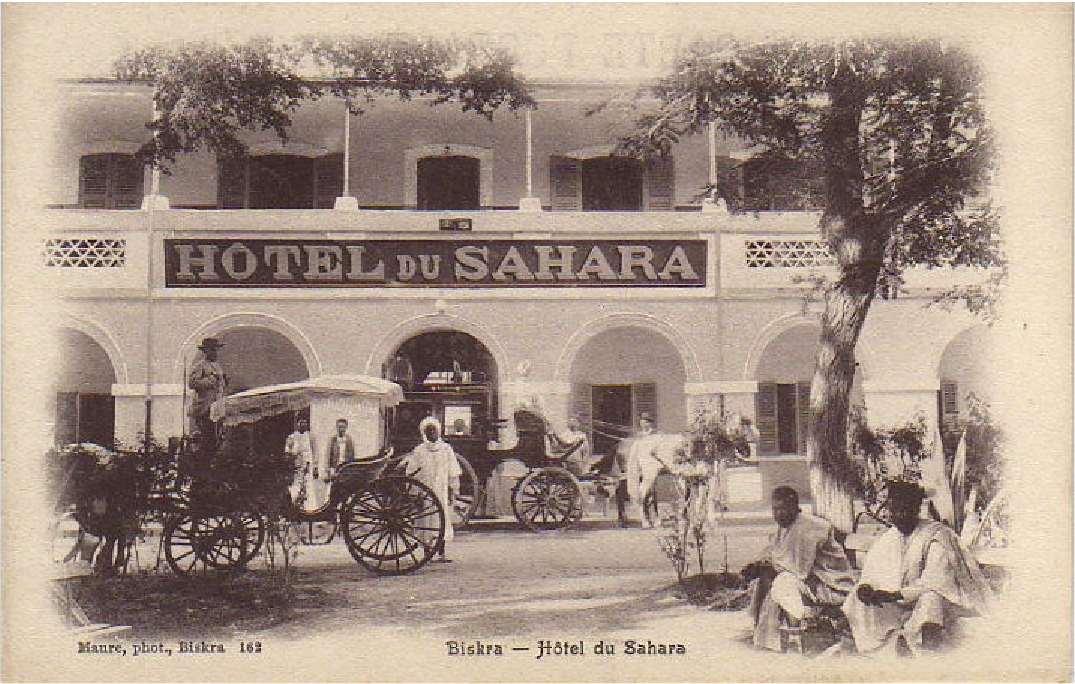
Hotel du Sahara, Biskra, asi 1910, soukromá sbírka
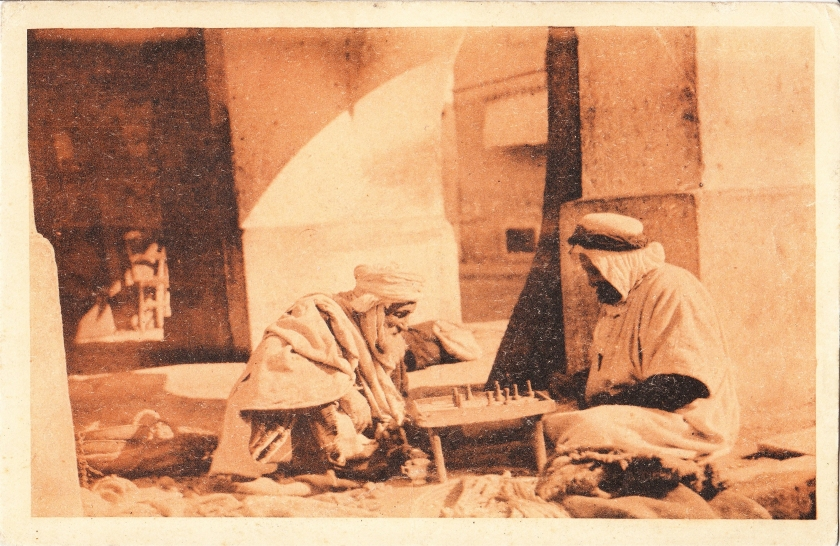
Les joueurs d'échecs, Biskra, asi 1920, soukromá sbírka
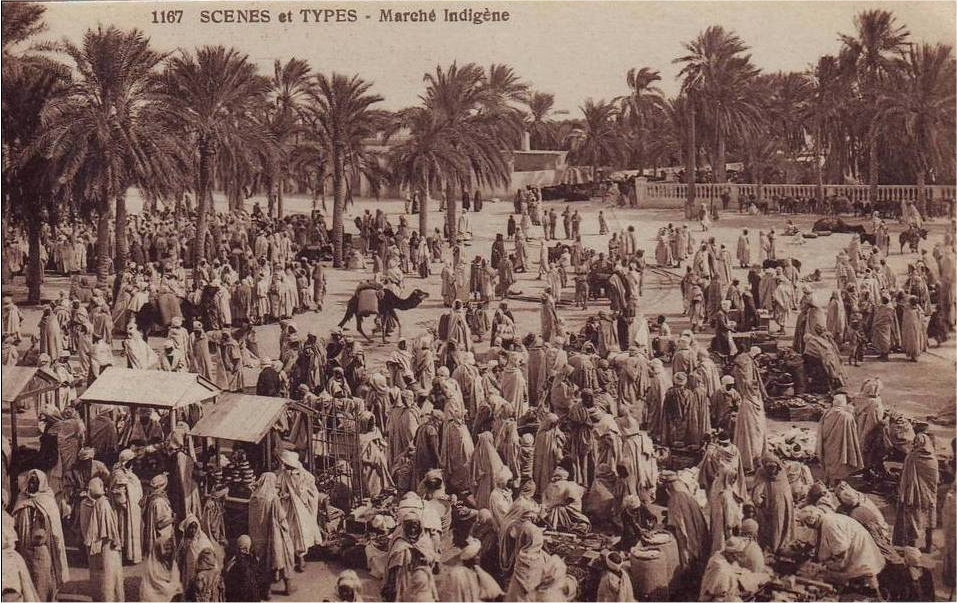
Le marché indigène, asi 1920, soukromá sbírka
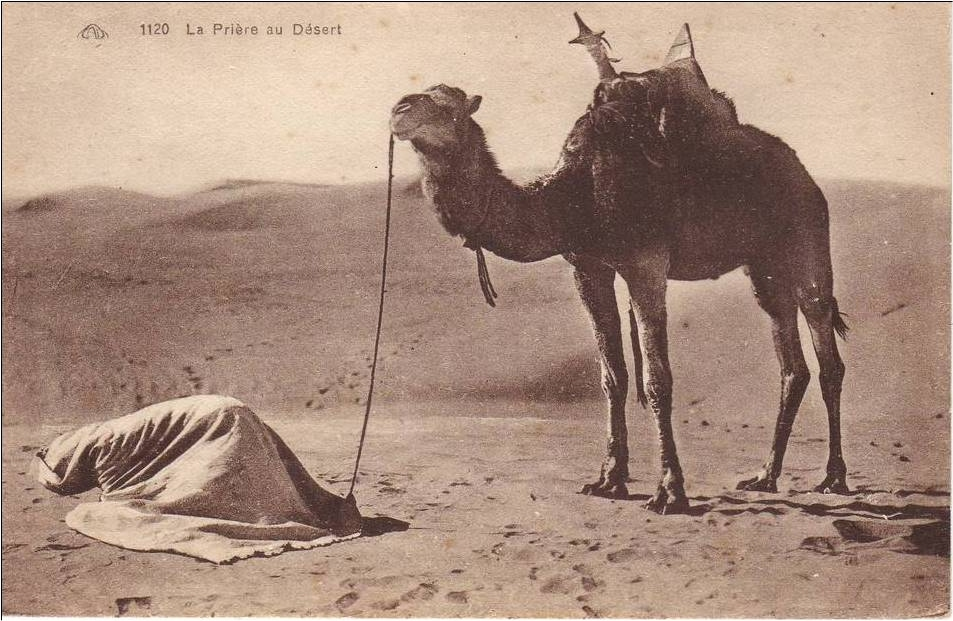
La prière du désert, asi 1920, soukromá sbírka
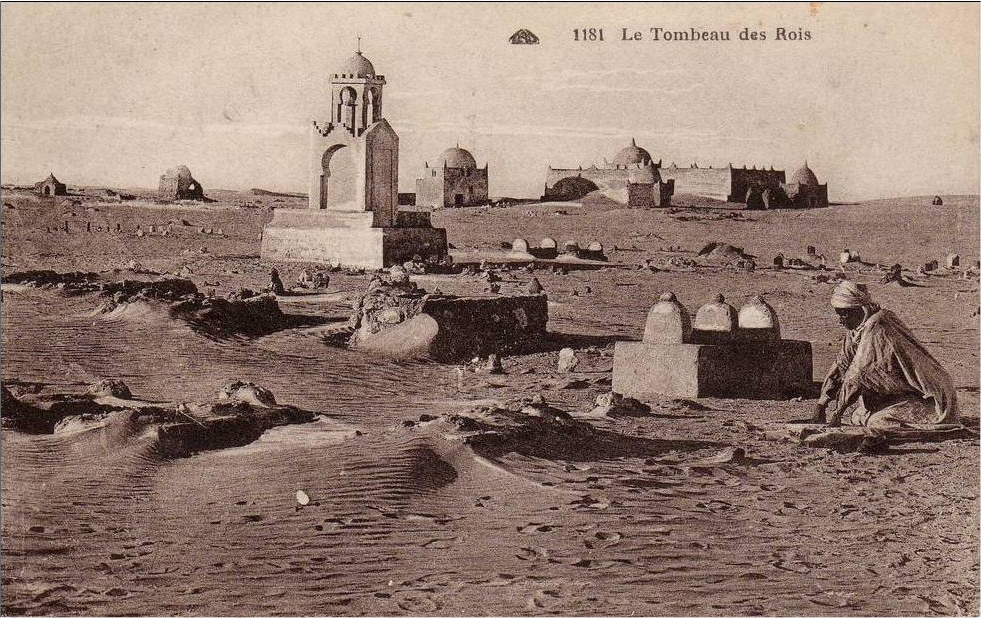
Le tombeau des rois, Touggourt, asi 1920, soukromá sbírka

## Životopisná data
Zisk studiu zajišťoval ateliér, ale také knihkupectví provozované jeho bratrem Ambroisem Augustem Maurem. Nabízeli k prodeji fotografie, pohlednice, ale také mnoho turistických průvodců ukazující okolí, památky, krajiny a výjevy ze života Biskry a okolí (El Kantara, Sidi Okba, Chetma, Tilatou, Tolga, Touggourt ...).
Marius se aktivně účastnil hospodářského života svého města. Měl tři děti: Louisette se stala jeptiškou a zemřela v roce 1928 ve věku 30 let, Jeanne se vdala za Octava Haberta – kováře z města – a Andrew, který zvolil kariéru lékaře. Marius litoval, že nikdo z jeho dětí nebyl ochoten nést pochodeň fotografického řemesla a prodal své studio s fondem a všemi materiály Thérèse Landronové.
Zemřel v roce 1941.
- 1. května 1871: Narození v Biskře (Alžírsko)
- 1889: Medaile na Světové výstavě v Paříži – Cenu sdílel s otcem
- 1895: Obnovení progresivního řízení studia od Marius
- 1896: Stříbrná medaile na výstavě Constantine
- 1899: Konverze k pohlednicím
- 1900: Otevření knihkupectví vedle studia (35 rue Berthe), vedl jeho bratr Auguste Ambroise.
- 1906: Zlatá medaile na koloniální výstavě v Marseille
- 3. března 1907: Smrt jeho otce, převzal plnou odpovědnost za studio
- 1914–1918: Vedení fotoateliéru, jeho manželka Margaret Royer
- 1928: Auguste Ambroise Moor, bratr Maria, nájem nebytových prostor pro knihovnu v rodině Roigt
- 1931: Účast na koloniální výstavě, Vichy
- 8. února 1933: Smrt jeho manželky Marguerity Royerové
- 1933: Prodej ateliéru paní Landronové, všechny prostředky, zařízení a fotografických přístrojů
- 1941: Smrt, Rouiba

#### Muzea
- Musée[nedostupný zdroj] (Kunstkamera), St Petersboug, Rusko.